# Rayyan
Rayyan (in alfabeto arabo: ريان oppure ريَان, traslitterato anche come Rayan) è un nome proprio di persona arabo maschile e femminile.

## Origine e diffusione
Riprende il nome di uno dei cancelli del paradiso, nel quale entrano solo i digiunatori, secondo la tradizione islamica; il suo significato è "irrigato", "lussureggiante".

## Persone

### Maschile
- Rayan Aït-Nouri, calciatore francese
- Rayan Cherki, calciatore francese
- Rayan Frikeche, calciatore marocchino
- Rayan Raveloson, calciatore malgascio
- Rayan Yaslam, calciatore emiratino